# مسند أبي يعلى الموصلي
مسند أبي يعلى الموصلي: هو أحد كتب الحديث عند أهل السنة والجماعة، صنفه الإمام أبو يعلى الموصلي. تناول الكتاب مرويات الإمام أبي يعلى مرتبة على مسانيد الصحابة.

## مشتملاته
عدد الصحابة الذين أخرج لهم 210 صحابياً، وعدد أحاديثــه 7555 حديثاً أغلبها من المرفوع.

## طريقة ترتيبه
رتب الإمام أبو يعلى المرويات علي مسانيد الصحابة، ورتب مرويات المكثرين منهم علي حسب الرواة عنهم في الغالب، حيث:
1. بدأ الرجال بمرويات العشرة -إلا عثمان - ثم بمرويات مجموعة من الصحابة المقلين، ثم المكثرين من الصحابة، وهم: جابر بن عبد الله، ثم عبد الله بن عباس، ثم أنس بن مالك، ثم عائشة، ثم عبد الله بن مسعود، ثم ابن عمر، ثم أبو هريرة م، ثم بمجموعة من قرابة النبي صلي الله عليه وسلم وآل بيته، وهم: الفضل بن العباس، وفاطمة، والحسن والحسين، وعبد الله بن جعفر، وعبد الله بن الزبير م، ثم بمجموعة من الصحابة المقلين أيضاً. والذي يظهر أنه اعتبر أهل القبائل منهم، وذكر معهم بعض المبهمين، ثم عاد إلي النساء وبدأهن بأمهات المؤمنين -في الغالب- إلا عائشة -حيث تقدمت مع المكثرين- ثم ببقية النساء، والمبهمات، ثم عاد إلي الرجال.
2. رتب مرويات المكثرين بحسب الرواة عنهم، وهذا يظهر في مسند جابر بن عبد الله، وأنس بن مالك -مثلاً- وقد ترجم بالرواة عن أنس في مسنده بعنوان ظاهر.
3. بدأ مسانيد العشرة المبشرين بالجنة، بتقديم الخلفاء الأربعة -إلا أنه لم تذكر مرويات عثمان - ثم أورد مرويات بقية الرجال من الصحابة، والذي يظهر أنه اعتبر فيهم بعض الأوصاف في الغالب، مثل: كثرة المرويات، والقبائل، وأهل القرابة وآل البيت.
4. وضع مسند عائشة ا في مسانيد المكثرين، وأما بقية النساء، فذكرهن مجتمعات في أواخر الكتاب تقريباً، وبدأهن بأمهات المؤمنات في الغالب.
5. ترجم لمسانيد المبهمين والمبهمات، ومن ذلك قوله: (رجل غير مسمي عن النبي صلي الله عليه وسلم 12 / 216) وختم الكتاب بمرويات مجموعة من رجال الصحابة رضوان الله عليهم، بعد نهاية مرويات النساء.

## أهم مميزاته
1. يعتبر من المصادر الحديثية الأصيلة المسندة التي لها أثر في علوم الحديث إسناداً ومتناً.
2. أثبات صحبة عدد من الصحابة، إذا ثبت الإسناد إليه.
3. احتواؤه علي مجموعة من الأحاديث الصحيحة والزائدة علي مرويات الكتب الستة.

## روايات المسند
لمسند أبي يعلى روايتان على المشهور:
- الأولى: الرواية المختصرة، وهي رواية أبي عمرو محمد بن أحمد بن حمدان الحيري (ت 376 هـ) عن أبي يعلى الموصلي، وهي التي اعتمد عليها الحافظ علي بن أبي بكر الهيثمي (807 هـ) في كتابه «مجمع الزوائد ومنبع الفوائد» ذكر ذلك ابن حجر في مقدمة كتابه المطالب العالية.
- الثانية: الرواية المطولة وتسمى «المسند الكبير» وهي رواية أبي بكر: محمد بن إبراهيم بن علي بن عاصم بن المقرئ الأصبهاني (ت 381 هـ) عن أبي يعلى الموصلي، واعتمد عليها الهيثمي في كتابه «المقصد العلي في زوائد أبي يعلى الموصلي» والعلامة أبو العباس: أحمد بن أبي بكر البوصيري (ت 840 هـ) في كتابه «إتحاف السادة المهرة بزوائد المسانيد العشرة» ومختصره، وذكر ذلك في آخرهما، واعتمد عليها أيضاً الحافظ ابن حجر في تتبعه لما فات الهيثمي، وقد أودعها ابن حجر كتابه «المطالب العالية بزوائد المسانيد الثمانية».

## شيوخ أبي يعلى في المطبوع في المسند
وعدد المرويات في طبعة دار التأصيل هو (7573) وعدد الشيوخ (295).
| التسلسل | الشيخ                | عدد مروياته |
| ------- | -------------------- | ----------- |
| 1       | زهير بن حرب          | 1819        |
| 2       | ابن أبي شيبة         | 447         |
| 3       | القواريري            | 370         |
| 4       | إسحاق بن أبي إسرائيل | 324         |
| 5       | النرسي               | 227         |
| 6       | محمد بن نمير         | 151         |
| 7       | وهبان                | 150         |
| 8       | السامي               | 150         |
| 9       | الدورقي              | 145         |
| 10      | هدبة                 | 141         |
| 11      | الزمن                | 137         |
| 12      | محمد بن العلاء       | 119         |
| 13      | أبو الربيع الزهراني  | 116         |
| 14      | شيبان بن فروخ        | 106         |
| 15      | عمرو الناقد          | 105         |
| 16      | يحيى المقابري        | 101         |
| 17      | زحمويه               | 100         |

## جهود المحققين في العناية به
قام العلامة حسين سليم أسد الداراني بتحقيقه علي حسب الرواية المختصرة، وطبع الكتاب في دار المأمون للتراث عام 1414 هـ الطبعة الأولي، وقد اعتني المحقق بتحقيق النص، وتخريج الأحاديث، وترقيمها، واعد فهارس متنوعة، منها: فهرس للأحاديث، وفهرس للصحابة الذين روى لهم أبو يعلى في مسنده.

## كيفية التخريج من الكتاب
يعتمد التخريج من الكتاب علي معرفة الراوي الأعلى للحديث ويساعد الباحث في ذلك الفهارس الموجودة في نهاية الكتاب، فغذا ما وقف علي الصحيفة التي يوجد فيها مرويات ذلك الراوي، أمكنه من خلال قراءة أحاديث ذلك الراوي أن يقف علي الحديث المراد تخريجه.